# Conde de Paris

Brasão de armas do conde de Paris - o mesmo da cidade de Paris, França. No brasão vê-se, também, um dos principais símbolos da realeza francesa, a flor-de-lis.

Conde de Paris era, inicialmente, o título nobiliárquico do aristocrata que detinha poderes, no sistema feudal, sobre o distrito no entorno de Paris, França, durante o período carolíngio. Mais tarde, o título veio a se associar ao trono francês. Extinto quando Paris se tornou a real cidade, em decorrência da transferência do Rei de França e, pois, da corte francesa, de Fontainebleau para Paris. Tendo sido recriado pelos orleanistas, numa forma de demonstrar sua conexão com os ancestrais capetos.

## Dinastia pipinida
- Grifo (751–753), filho de Carlos Martel e da sua segunda esposa, Esvanilda.

## Geraldidas
- Geraldo I (752–778)
- Estêvão (778–811), filho do precedente
- Bego (ou Begon) (815–816), irmão do precedente
- Leutardo I (816), filho do precedente, também conde de Fézensac
- Gerardo II (816), filho do precedente, também duque de Viennois
- Leutardo II (816), filho de Bego
- Adalardo (877), conde paladino, sogro de Luís II de França

## Güelfos
- Conrado (858-859)
- José (902-906)

## Robertianos
- Odo, também rei de França (até 888)
- Roberto, também conde de Blois Anjou, Tours e Orleães, marquês de Nêustria e rei de França (888–923)
- Hugo, o Grande (923–956)[1][2]
- Hugo Capeto (956–996)

## Hunfridas
- Bouchard I (1005), também conde de Vendôme, de Corbeil e de Melun
- Reginald, também Bispo de Paris

## Orleanistas
Concedido a Luís Filipe por seu avô, Luís Filipe. Após recriado, o título foi utilizado por três pretendentes ao Trono:
- Luís Filipe, conde de Paris (1838–1894)
- Henrique, conde de Paris (1908–1999)
- Henrique, conde de Paris e duque de França (1933–2019)